# Wielgołęka
Wielgołęka es un pueblo de Polonia, en Mazovia.  Se encuentra en el distrito (Gmina) de Gołymin-Ośrodek, perteneciente al condado (Powiat) de Ciechanów. Se encuentra aproximadamente a  19 km al este de Ciechanów, y a 67 km  al norte de Varsovia. 
Entre 1975 y 1998 perteneció al voivodato de Ciechanów.